# Kanton Les Monts d'Aunay

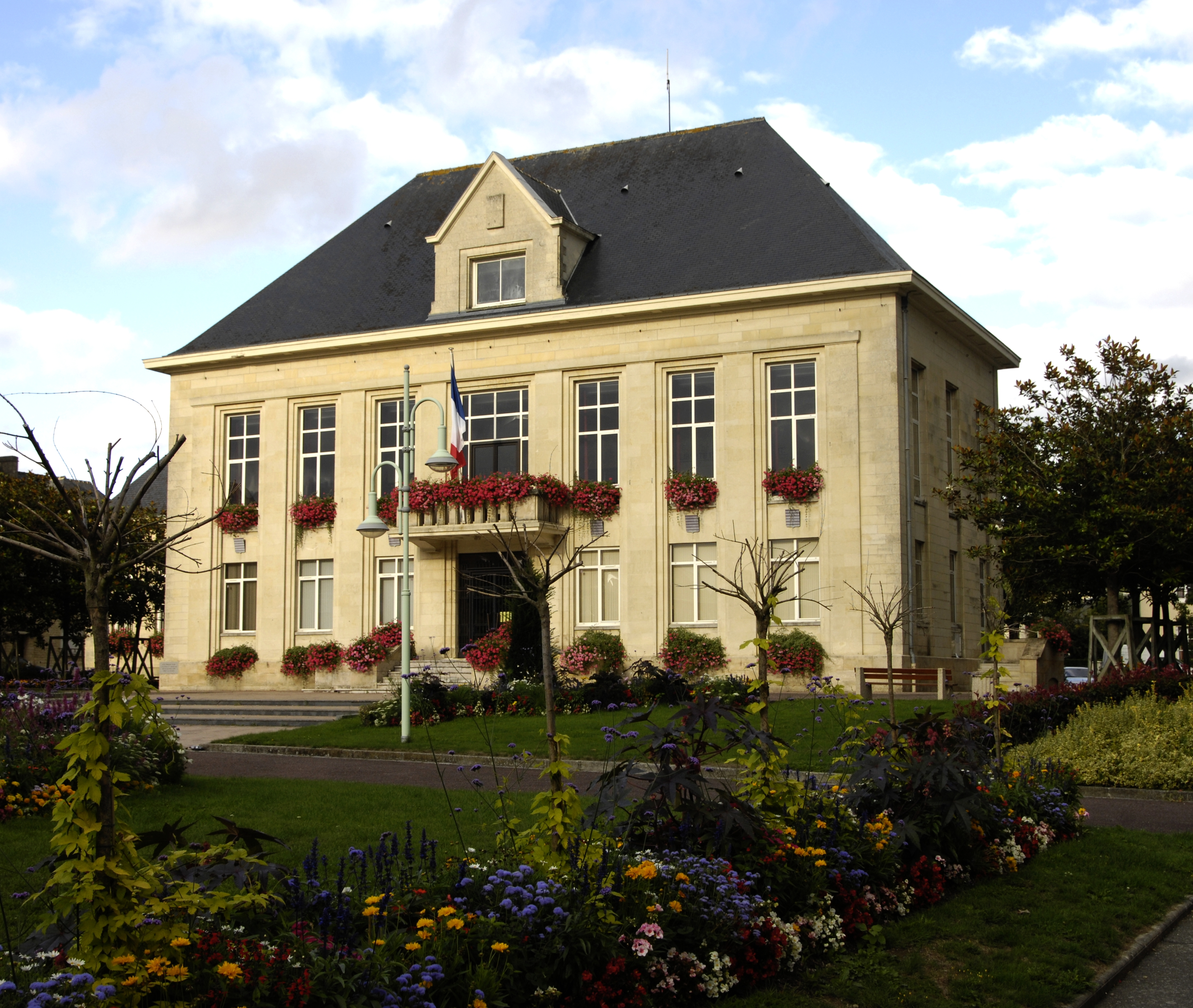
Gemeentehuis van Aunay

Les Monts d'Aunay ( voorheen Aunay-sur-Odon ) is een kanton van het Franse departement Calvados. Het kanton maakt deel uit van de arrondissementen Vire (16), Caen (22) en Bayeux (11).
Het decreet van 24 februari 2021 wijzigde de naam van het kanton om het in overeenstemming te brengen met de naam van de hoofdplaats.

## Gemeenten
Het kanton Aunay-sur-Odon omvatte tot 2014 de volgende 17 gemeenten:
- Aunay-sur-Odon (hoofdplaats)
- Bauquay
- La Bigne
- Brémoy
- Cahagnes
- Coulvain
- Dampierre
- Danvou-la-Ferrière
- Jurques
- Les Loges
- Le Mesnil-Auzouf
- Ondefontaine
- Le Plessis-Grimoult
- Roucamps
- Saint-Georges-d'Aunay
- Saint-Jean-des-Essartiers
- Saint-Pierre-du-Fresne

Na :
- de herindeling van de kantons bij decreet van 17 februari 2014, met uitwerking op 22 maart 2015, waarbij het aantal gemeenten toenam tot 49.
- de samenvoeging op 1 januari 2016 van de gemeenten Coulvain en Saint-Georges-d'Aunay tot de fusiegemeente (commune nouvelle) Seulline, waaraan op 1 januari 2017 de gemeente La Bigne werd toegevoegd.
- de samenvoeging op 1 januari 2016 van de gemeenten Banneville-sur-Ajon en Saint-Agnan-le-Malherbe tot de fusiegemeente (commune nouvelle) Malherbe-sur-Ajon.
- de samenvoeging op 1 januari 2016 van de gemeenten Noyers-Bocage et Missy tot de fusiegemeente (commune nouvelle) Noyers-Missy, gevolgd door de samenvoeging op 1 januari 2017 van de gemeente Noyers-Missy met de gemeenten Le Locheur en Tournay-sur-Odon tot de fusiegemeente (commune nouvelle) Val d'Arry
- de samenvoeging op 1 januari 2017 van de gemeenten Jurques en Le Mesnil-Auzouf tot de fusiegemeente (commune nouvelle) Dialan sur Chaîne.
- de samenvoeging op 1 januari 2017 van de gemeenten Aunay-sur-Odon, Bauquay, Campandré-Valcongrain, Danvou-la-Ferrière, Ondefontaine, Le Plessis-Grimoult en Roucamps tot de fusiegemeente (commune nouvelle) Les Monts d'Aunay.
- de samenvoeging op 1 januari 2017 van de gemeenten Dampierre, La Lande-sur-Drôme, Saint-Jean-des-Essartiers en Sept-Vents tot de fusiegemeente (commune nouvelle) Val de Drôme.
- de samenvoeging op 1 januari 2017 van de gemeenten Caumont-l'Éventé, Livry en La Vacquerie tot de fusiegemeente (commune nouvelle) Caumont-sur-Aure
- de samenvoeging op 1 januari 2017 van de gemeenten Anctoville, Longraye, Saint-Germain-d'Ectot en Torteval-Quesnay tot de fusiegemeente (commune nouvelle) Aurseulles

omvat het kanton sindsdien volgende gemeenten:
- Amayé-sur-Seulles
- Aurseulles
- Bonnemaison
- Brémoy
- Cahagnes
- Caumont-sur-Aure
- Courvaudon
- Dialan sur Chaîne
- Épinay-sur-Odon
- Hottot-les-Bagues
- Landes-sur-Ajon
- Lingèvres
- Les Loges
- Longvillers
- Maisoncelles-Pelvey
- Maisoncelles-sur-Ajon
- Malherbe-sur-Ajon
- Le Mesnil-au-Grain
- Les Monts d'Aunay (deel = zonder Le Plessis-Grimoult )
- Monts-en-Bessin
- Parfouru-sur-Odon
- Saint-Louet-sur-Seulles
- Saint-Pierre-du-Fresne
- Seulline
- Tracy-Bocage
- Val d'Arry
- Val de Drôme
- Villers-Bocage
- Villy-Bocage